# Worlds of Faith
Worlds of Faith è un progetto Rai Educational de il D ("Il Divertinglese") dedicato all'insegnamento della lingua inglese, che porta in classe le tradizioni e la cultura di nove fedi religiose ognuna illustrata da un adolescente.
I filmati sono stati girati in India, Israele, Thailandia, Filippine, Russia, Antille, Egitto, Australia e Gran Bretagna. Momenti di esperienza religiosa privata si alternano a celebrazioni di massa come festival e cerimonie. I filmati, in inglese, sottolineano le diversità ma anche i punti di contatto tra le religioni e si offrono come strumento di conoscenza di stili di vita lontani.